# Hanns Geier
Hanns Geier, nemški dirkač, * 25. februar 1902, Nemčija, † 1986, Nemčija.
Geier je kariero začel kot motociklistični dirkač, kasneje pa se je preusmeril na avtomobilistične dirke, najprej z dirkalnikom Amilcar, nato pa je dirkal z Bugattiji skupaj z Augustom Mombergerjem. Ob tem je delal kot prodajalec avtomobilov do leta 1932, ko je postal testni  dirkač moštva Daimler-Benz AG. Prvo priložnost na dirki je dobil v sezoni 1934 na dirki za Veliko nagrado Nemčije, kot na dirki nista mogla nastopiti tako Manfred von Brauchitsch, ki se je poškodoval v nesreči na prostem treningu, kot tudi rezervni dirkač Ernst Henne zaradi bolezni. V svojem debiju je dosegel peto mesto in zadovoljil športnega direktorja Alfreda Neubauerja, ki je z Geierjem podpisal pogodbo za do konca sezone za rezervnega dirkača. V naslednji sezoni 1935 je nastopil na dirkah Avusrennen, ko je odstopil, Velika nagrada Nemčije, ko je bil sedmi, in dirki za Veliko nagrado Švice, ko je na prostem treningu doživel hudo nesrečo. Pri 240 km/h je izgubil nadzor nad dirkalnikom in trčil v kabino uradnega časomerilca, zaradi poškodb je moral končati kariero. V bolnišnico so ga odpeljali v kritičnem stanju, toda okreval je in se vrnil v Mercedesovo moštvo kot časomerilec in pomočnik športnega direktorja, do umika Mercedesa iz motošporta po hudi nesreči na dirki 24 ur Le Mansa 1955. Umrl je leta 1986.